# Stromberg (Naturschutzgebiet)
Koordinaten: 49° 49′ 51″ N, 7° 41′ 9″ O
Das Naturschutzgebiet Stromberg liegt im Landkreis Bad Kreuznach in Rheinland-Pfalz. Das etwa 5,5 ha große Gebiet, das im Jahr 1982 unter Naturschutz gestellt wurde, erstreckt sich südlich der Ortsgemeinde Bockenau. Unweit westlich und südlich verläuft die Landesstraße L 108 und fließt der Ellerbach.
Schutzzweck ist die Erhaltung des Stromberges mit seinen Felsformationen, seinen Trockenrasen und Felsgrußgesellschaften, sowie die Erhaltung von Lebensgemeinschaften wertvoller und in ihrem Bestand bedrohter Pflanzen aus wissenschaftlichen Gründen.